# Кантакузино, Константин (лётчик)

Румынские лётчики-асы, награждённые орденом Михая Храброго: Константин Кантакузино (первый слева), Иоан Дицезаре (второй слева), Тудор Грекеану, А. Шербанеску (второй справа) и Иоан Милу; 1943 год.

Константин Кантакузино (Кантакузин) (рум. Constantin Cantacuzino; 1905—1958) — румынский военный лётчик, самый результативный румынский ас Второй мировой войны.
Летал на немецком самолёте Messerschmitt Bf.109 и британском Hawker Hurricane. Совершил 608 вылетов, сбил 54 самолёта противника (по другим данным, 51 или 56), среди которых были советские, американские, а в конце войны и немецкие самолёты.

## Биография
Родился 11 ноября 1905 года в Бухаресте. Происходил из древнего знатного рода Кантакузинов, его родителями были Михаил Кантакузино (сын Георге Григоре Кантакузино) и Мария Розетти, его мать позднее вышла замуж за композитора Джордже Энеску.
Во время учёбы в бухарестской школе увлекался автоспортом, участвовал в мотогонках. Также увлекался теннисом и хоккеем — участвовал в чемпионатах мира 1931 года в Польше и 1933 года в Чехословакии. В 1933 году у Константина появилась страсть к авиации, и, чтобы научиться летать, он создал собственную частную авиашколу, потратив на это значительную сумму денег. Став пилотом, в 1939 году на немецком биплане Bücker Bü 133 он выиграл чемпионат Румынии по высшему пилотажу. К началу Второй мировой войны Кантакузино налетал свыше двух тысяч часов, став опытным пилотом.
В 1941 году Кантакузино стал пилотом румынской национальной транспортной авиакомпании LARES (ныне — TAROM), но вскоре оставил эту должность и добровольно перешёл на службу в военную авиацию. В составе 53-й эскадрильи 7-й истребительной группы, оснащённой британскими истребителями «Харрикейн», Кантакузино принял участие в боях на Восточном фронте. После того, как в декабре 1941 года большинство румынских эскадрилий были отозваны с Восточного фронта в Румынию, Кантакузино вернулся на свою прежнюю должность в авиакомпанию LARES. В апреле 1943 года он снова был мобилизован в ту же 7-ю истребительную группу, оснащённую истребителями Messerschmitt Bf.109, и воевал на Восточном фронте, где в мае был назначен командиром 58-й эскадрильи в звании капитана. Осенью 1943 года пилот заболел и был помещён в госпиталь, откуда вернулся на службу 10 февраля 1944 года и в составе 7-й истребительной группы воевал в Молдавии. В мае 1944 года 7-я истребительная группа была переименована в 9-ю, и, когда в августе погиб её командир капитан А. Шербанеску, Константин Кантакузино был назначен командиром группы вместо него. В начале сентября 9-я истребительная группа в составе 1-го авиакорпуса была переведена в Южную Трансильванию.
По окончании войны Кантакузино демобилизовался и вернулся на свою прежнюю работу в авиакомпанию LARES. После того как 30 декабря 1947 года к власти в Румынии пришли коммунисты, компания была национализирована, сам Кантакузино потерял всё своё состояние. В 1948 году ему удалось покинуть Румынию и перебраться сначала в Италию, а затем в Испанию. Здесь он смог собрать деньги на покупку лёгкого спортивного самолёта и зарабатывал на жизнь, выступая в различных авиашоу.
Умер в Испании 26 мая 1958 года.

## Семья
- Первая жена — Анка Диаманди
  - Дочь — Оана Орля[рум.], писательница, она стала наследницей композитора Джордже Энеску, женатого на её бабушке Марии.
- Вторая жена (c 1946) — Надя Грей[англ.], киноактриса румынского происхождения.

## Награды
Среди наград Константина Кантакузино были румынские орден Михая Храброго, орден «Доблестный авиатор» и немецкий Железный крест 1-го класса.